# Lomnička, Stará Ľubovňa
Lomnička este o comună slovacă, aflată în districtul Stará Ľubovňa din regiunea Prešov. Localitatea se află la altitudinea de 615 m deasupra n.m., se întinde pe o suprafață de 30,85 km2 și în 2017 număra 3.276 de locuitori.

## Istoric
Localitatea Lomnička este atestată documentar din 1294.

## Demografie
| An:                | 1994 | 2004    | 2014    | 2024    |
| ------------------ | ---- | ------- | ------- | ------- |
| Număr de persoane: | 1123 | 1797    | 2991    | 3728    |
| Diferență:         |      | +60,01% | +66,44% | +24,64% |

| An:                | 2023 | 2024   |
| ------------------ | ---- | ------ |
| Număr de persoane: | 3583 | 3728   |
| Diferență:         |      | +4,04% |